# بری کوپر
بَری کوپِر (به انگلیسی: Barry Cooper) (زادهٔ ۲ مهٔ ۱۹۴۹) موسیقی‌شناس، آهنگساز، نوازندهٔ ارگ، و بتهوون‌شناس اهل بریتانیا است.

## کوپر و مطالعات بتهوون‌شناسی
بَری کوپر در سال ۱۹۷۴ در رشتهٔ موسیقی‌شناسی دکتری گرفت. او بیشتر به واسطهٔ مطالعاتش دربارهٔ بتهوون معروف است. کوپر ویراستار «مجموعهٔ بتهوون‌شناسی» (Beethoven Compendium) است. کوپِر در سال ۱۹۸۸ از میان طرح‌های درهم‌ریخته‌ای به خط بتهوون، موومانِ نخستِ سمفونی شماره ۱۰ را تدوین و اجرا کرد. به همین جهت، معمولاً از این سمفونیِ منسوبِ ناتمام با عنوانِ «سمفونی شماره ۱۰ اثرِ بتهوون/کوپر» یاد می‌کنند.
کوپِر نخستین بار، در یک کنسرت در سال ۱۹۸۸ در انجمن سلطنتی فیلارمونیک لندن، سمفونی منسوبِ دهم را اجرا کرد. نُت‌های این سمفونی را «یونیورسال اِدیشن» (به انگلیسی: Universal Edition) در وین منتشر کرد و نسخهٔ تازه‌ای از آن را در سال ۲۰۱۳ انتشار داد.
کوپر از سال ۱۹۹۰ تاکنون، در دانشگاه منچستر تدریس می‌کند. او اکنون استادتمام است و به تدریس موسیقی، شناختِ طرح‌های بتهوون، تاریخ موسیقی مغرب‌زمین، و همچنین هارمونی و کنترپوان اشتغال دارد.